# الحرس الشعبي (ليبيا)
كانت منظمة الحرس الشعبي منظمة موالية لمعمر القذافي في ليبيا أثناء ثورة 17 فبراير. وكانت بزعامة منصور ضو.